# Saint-Quentin-la-Tour
Pour les articles homonymes, voir Saint-Quentin (homonymie).
Saint-Quentin-la-Tour (Sant Quentin en occitan languedocien) est une commune française située dans le département de l'Ariège, en région Occitanie. Elle comprend le hameau de Queille qui fut un chef-lieu carolingien. Sur le plan historique et culturel, la commune fait partie du pays d'Olmes, haut lieu de la tragédie cathare alliant des paysages d'une extrême diversité.
Exposée à un climat océanique altéré, elle est drainée par le Touyre, le Countirou et par divers autres petits cours d'eau. La commune possède un patrimoine naturel remarquable composé de trois zones naturelles d'intérêt écologique, faunistique et floristique.
Saint-Quentin-la-Tour est une commune rurale qui compte 320 habitants en 2022, après avoir connu un pic de population de 842 habitants en 1836. Ses habitants sont appelés les Saint-Quentinois ou Saint-Quentinoises.
Le patrimoine architectural de la commune comprend deux  immeubles protégés au titre des monuments historiques : le château de Queille, inscrit en 1944, et l'église Saint-Sylvain de Queille, inscrite en 1994.

## Géographie

### Localisation
La commune de Saint-Quentin-la-Tour se trouve dans le département de l'Ariège, en région Occitanie.
Sur le plan historique et culturel, Saint-Quentin-la-Tour fait partie du pays d'Olmes, haut lieu de la tragédie cathare alliant des paysages d'une extrême diversité.
Elle se situe à 25 km à vol d'oiseau de Foix, préfecture du département, à 25 km de Pamiers, sous-préfecture, et à 7 km de Mirepoix, bureau centralisateur du canton de Mirepoix dont dépend la commune depuis 2015 pour les élections départementales.
La commune fait en outre partie du bassin de vie de Mirepoix.
Les communes les plus proches sont : 
Troye-d'Ariège (1,8 km), La Bastide-de-Bousignac (2,6 km), Lagarde (3,4 km), Belloc (3,4 km), Saint-Julien-de-Gras-Capou (3,6 km), Aigues-Vives (4,5 km), Limbrassac (4,8 km), Léran (5,0 km).
| La Bastide-de-Bousignac | Lagarde               |        |
|                         | Saint-Quentin-la-Tour | Camon  |
| Troye-d'Ariège          |                       | Belloc |

### Géologie et relief
La commune est située dans le Bassin aquitain, le deuxième plus grand bassin sédimentaire de la France après le Bassin parisien, certaines parties étant recouvertes par des formations superficielles. Les terrains affleurants sur le territoire communal sont constitués de roches sédimentaires datant du Cénozoïque, l'ère géologique la plus récente sur l'échelle des temps géologiques, débutant il y a 66 millions d'années. La structure détaillée des couches affleurantes est décrite dans les feuilles « n°1058 - Mirepoix » et « n°1076 - Lavelanet » de la carte géologique harmonisée au 1/50 000ème du département de l'Ariège, et leurs notices associées,.
La superficie cadastrale de la commune publiée par l’Insee, qui sert de références dans toutes les statistiques, est de 9,02 km2,. La superficie géographique, issue de la BD Topo, composante du Référentiel à grande échelle produit par l'IGN, est quant à elle de 8,9 km2.  L'altitude du territoire varie entre 334 m et 463 m.

### Hydrographie

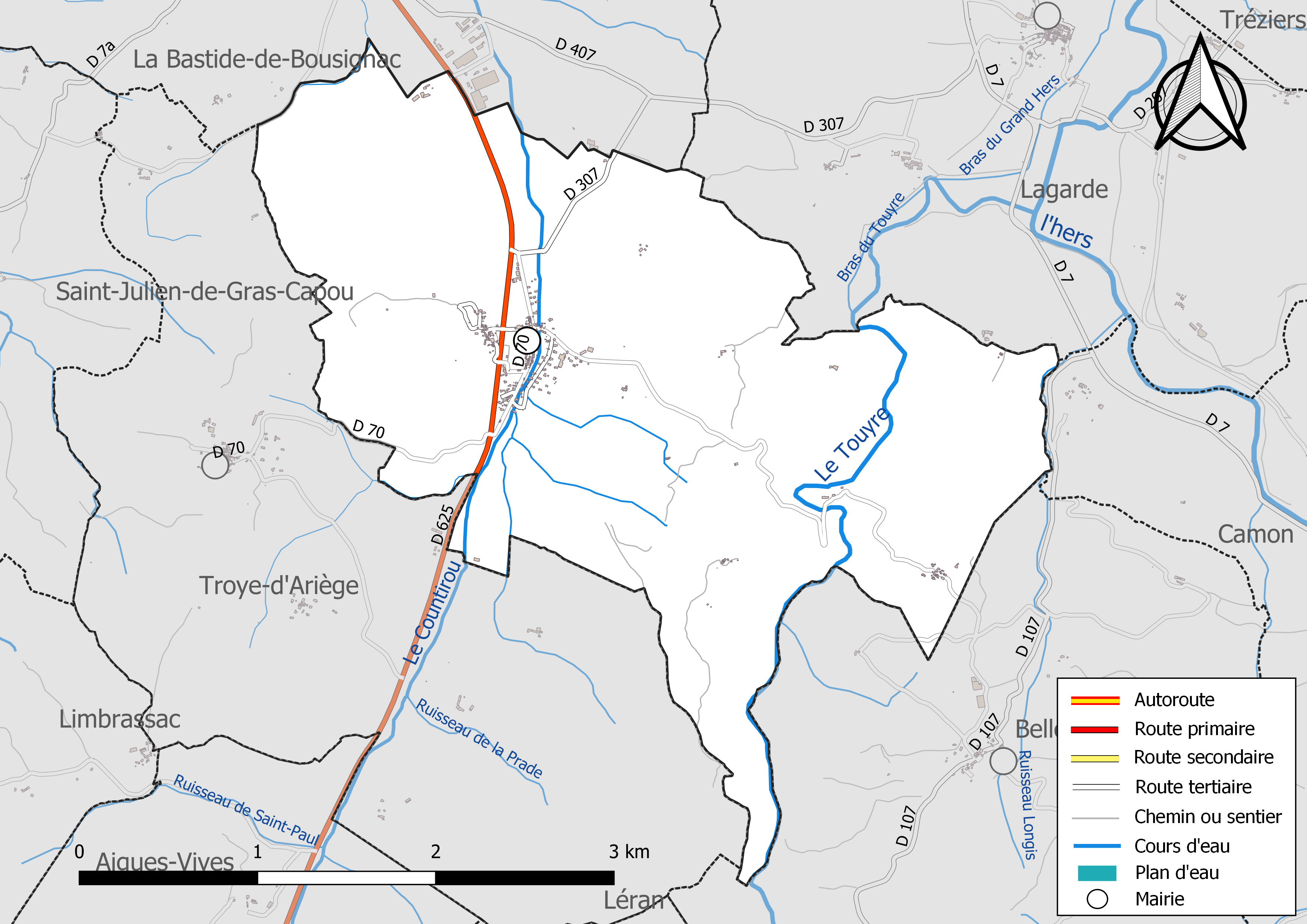
Réseaux hydrographique et routier de Saint-Quentin-la-Tour.

La commune est dans le bassin versant de la Garonne, au sein du bassin hydrographique Adour-Garonne. Elle est drainée par le Touyre, le Countirou, le ruisseau Longis et par divers petits cours d'eau, constituant un réseau hydrographique de 11 km de longueur totale,.
Le Touyre, d'une longueur totale de 39,2 km, prend sa source dans la commune de Montferrier et s'écoule du sud vers le nord. Il traverse la commune et se jette dans l'Hers-Vif à Lagarde, après avoir traversé 10 communes.
Le Countirou, d'une longueur totale de 15,2 km, prend sa source dans la commune de Tabre et s'écoule du sud vers le nord. Il traverse la commune et se jette dans l'Hers-Vif à Mirepoix, après avoir traversé 6 communes.

### Climat
Pour des articles plus généraux, voir Climat de l'Occitanie et Climat de l'Ariège.
En 2010, le climat de la commune est de type climat océanique altéré, selon une étude s'appuyant sur une série de données couvrant la période 1971-2000. En 2020, Météo-France publie une typologie des climats de la France métropolitaine dans laquelle la commune est exposée à un climat de montagne et est dans une zone de transition entre les régions climatiques « Pyrénées orientales » et « Pyrénées centrales ».
Pour la période 1971-2000, la température annuelle moyenne est de 12,6 °C, avec une amplitude thermique annuelle de 15,6 °C. Le cumul annuel moyen de précipitations est de 845 mm, avec 9,7 jours de précipitations en janvier et 6,2 jours en juillet. Pour la période 1991-2020, la température moyenne annuelle observée sur la station météorologique la plus proche, située sur la commune de Léran à 5 km à vol d'oiseau, est de 12,5 °C et le cumul annuel moyen de précipitations est de 810,2 mm,. Pour l'avenir, les paramètres climatiques de la commune estimés pour 2050 selon différents scénarios d'émission de gaz à effet de serre sont consultables sur un site dédié publié par Météo-France en novembre 2022.

### Milieux naturels et biodiversité
L’inventaire des zones naturelles d'intérêt écologique, faunistique et floristique (ZNIEFF) a pour objectif de réaliser une couverture des zones les plus intéressantes sur le plan écologique, essentiellement dans la perspective d’améliorer la connaissance du patrimoine naturel national et de fournir aux différents décideurs un outil d’aide à la prise en compte de l’environnement dans l’aménagement du territoire.
Deux ZNIEFF de type 1 sont recensées sur la commune :
les « coteaux secs, vallons et collines de l'ouest du bas pays d'Olmes » (6 664 ha), couvrant 19 communes du département, et 
le « lac de Montbel et partie orientale du bas pays d'Olmes » (7 200 ha), couvrant 38 communes dont 30 dans l'Ariège et 8 dans l'Aude
et une ZNIEFF de type 2, : 
les « coteaux du Palassou » (26 749 ha), couvrant 48 communes dont 43 dans l'Ariège et 5 dans l'Aude.

Carte des ZNIEFF de type 1 et 2 à Saint-Quentin-la-Tour.
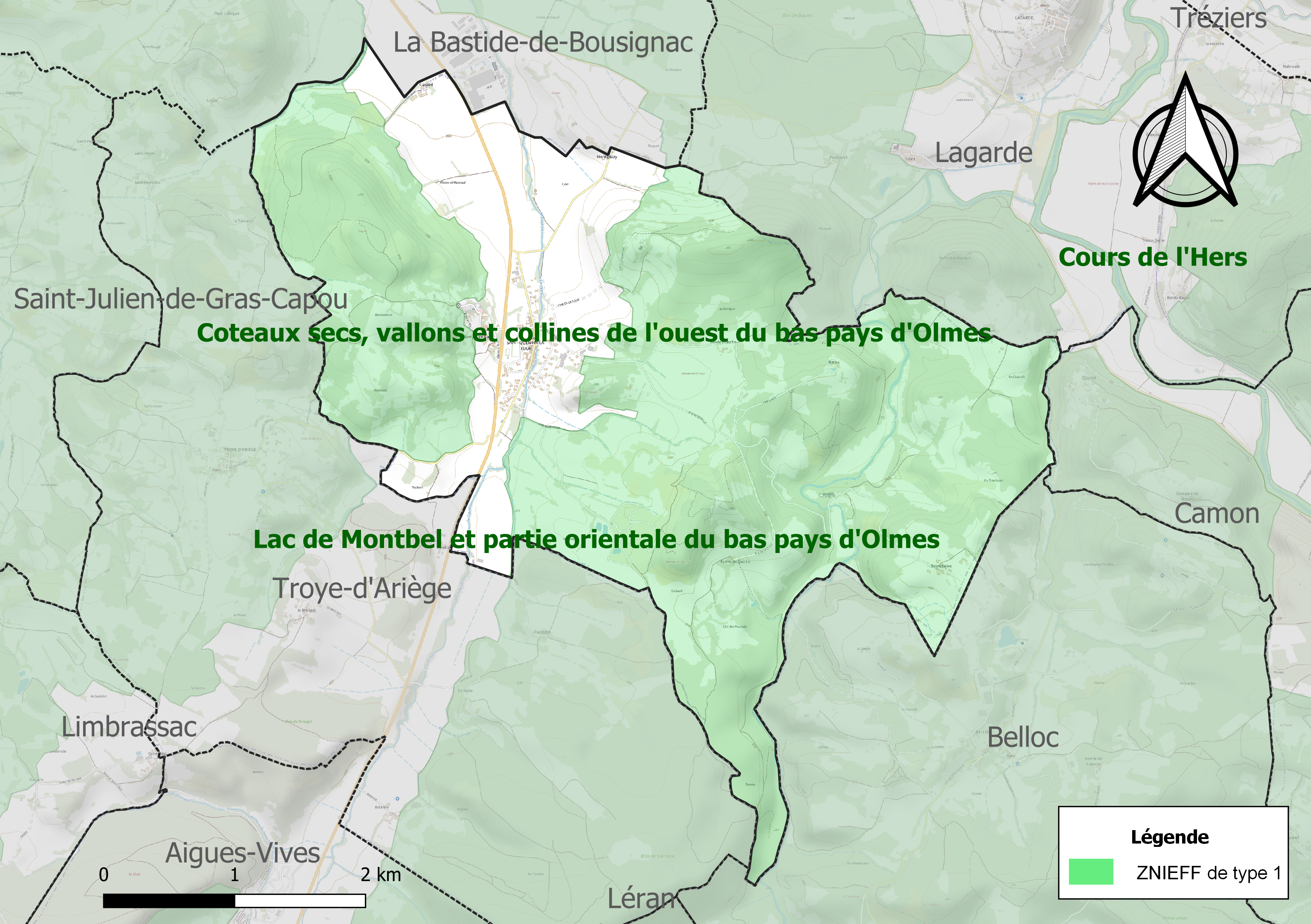
Carte des ZNIEFF de type 1 sur la commune.
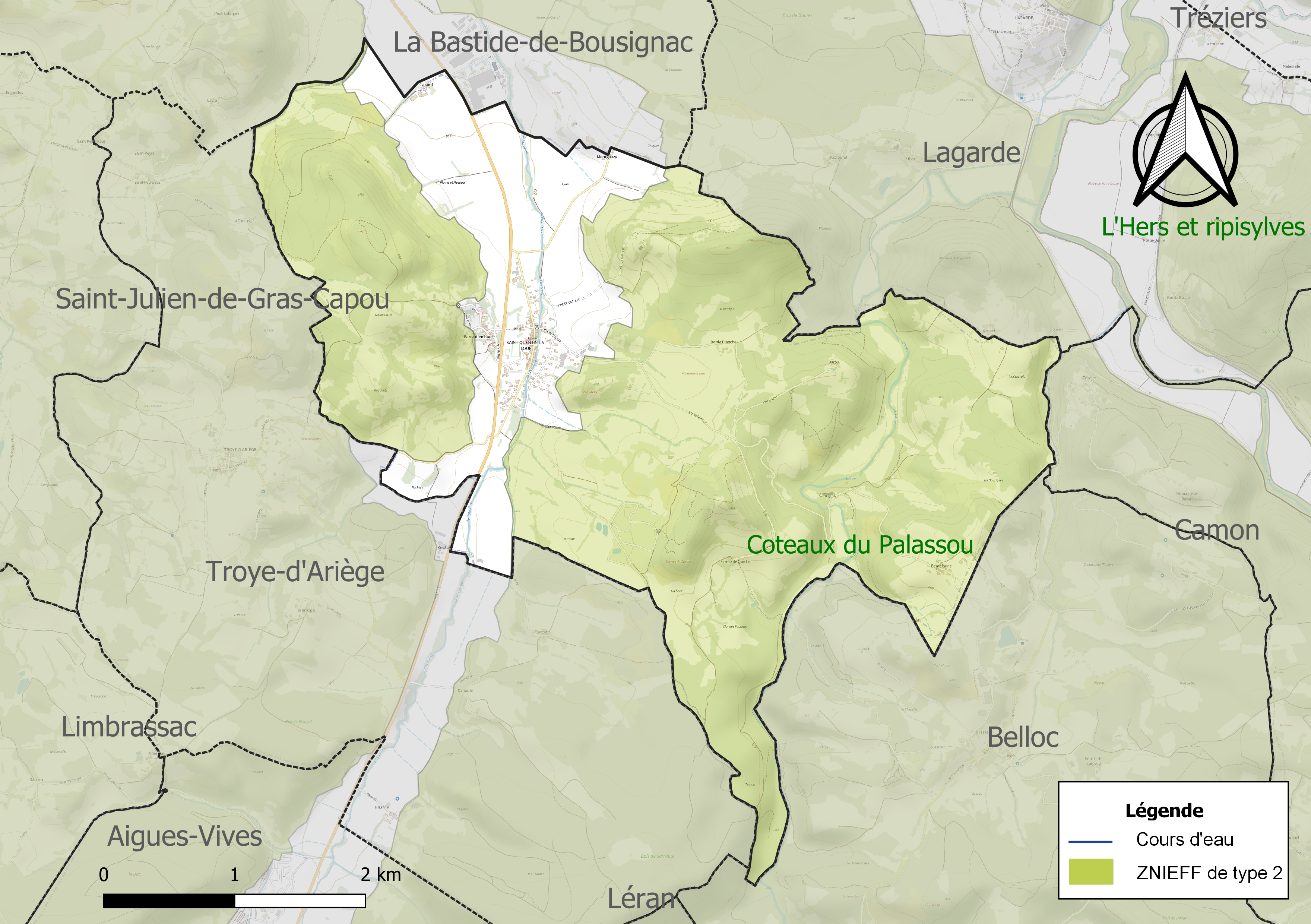
Carte de la ZNIEFF de type 2 sur la commune.

## Urbanisme

### Typologie
Au 1er janvier 2024, Saint-Quentin-la-Tour est catégorisée commune rurale à habitat dispersé, selon la nouvelle grille communale de densité à 7 niveaux définie par l'Insee en 2022.
Elle est située hors unité urbaine et hors attraction des villes,.

### Occupation des sols
L'occupation des sols de la commune, telle qu'elle ressort de la base de données européenne d’occupation biophysique des sols Corine Land Cover (CLC), est marquée par l'importance des territoires agricoles (66,9 % en 2018), une proportion identique à celle de 1990 (66,9 %). La répartition détaillée en 2018 est la suivante : 
forêts (30 %), zones agricoles hétérogènes (27,2 %), prairies (26,2 %), terres arables (13,5 %), milieux à végétation arbustive et/ou herbacée (3,1 %). L'évolution de l’occupation des sols de la commune et de ses infrastructures peut être observée sur les différentes représentations cartographiques du territoire : la carte de Cassini (XVIIIe siècle), la carte d'état-major (1820-1866) et les cartes ou photos aériennes de l'IGN pour la période actuelle (1950 à aujourd'hui).

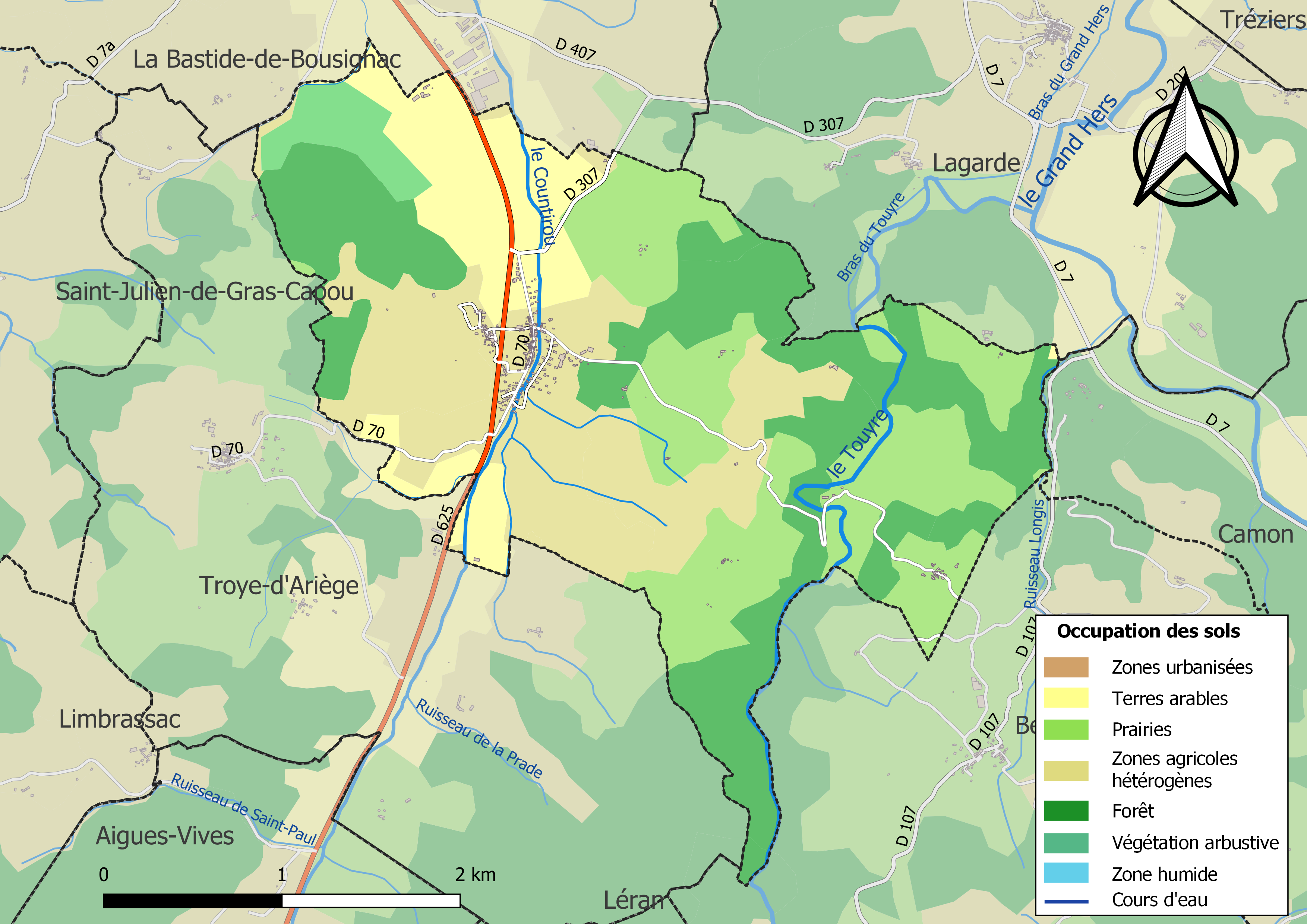
Carte des infrastructures et de l'occupation des sols de la commune en 2018 (CLC).

### Hameaux
Bentefarine et Queille.

### Habitat et logement
En 2018, le nombre total de logements dans la commune était de 169, alors qu'il était de 168 en 2013 et de 166 en 2008.
Parmi ces logements, 85,7 % étaient des résidences principales, 8,3 % des résidences secondaires et 5,9 % des logements vacants. Ces logements étaient pour 96,4 % d'entre eux des maisons individuelles et pour 3,6 % des appartements.
Le tableau ci-dessous présente la typologie des logements à Saint-Quentin-la-Tour en 2018 en comparaison avec celle de l'Ariège et de la France entière. Une caractéristique marquante du parc de logements est ainsi une proportion de résidences secondaires et logements occasionnels (8,3 %) inférieure à celle du département (24,6 %) mais supérieure à celle de la France entière (9,7 %). Concernant le statut d'occupation de ces logements, 72,3 % des habitants de la commune sont propriétaires de leur logement (75,2 % en 2013), contre 66,3 % pour l'Ariège et 57,5 % pour la France entière.
| Typologie                                               | Saint-Quentin-la-Tour | Ariège | France entière |
| ------------------------------------------------------- | --------------------- | ------ | -------------- |
| Résidences principales (en %)                           | 85,7                  | 65,7   | 82,1           |
| Résidences secondaires et logements occasionnels (en %) | 8,3                   | 24,6   | 9,7            |
| Logements vacants (en %)                                | 5,9                   | 9,7    | 8,2            |

### Risques majeurs
Le territoire de la commune de Saint-Quentin-la-Tour est vulnérable à différents aléas naturels : inondations, climatiques (grand froid ou canicule), feux de forêts, mouvements de terrains et séisme (sismicité faible). Il est également exposé à un risque technologique,  le transport de matières dangereuses,.

#### Risques naturels

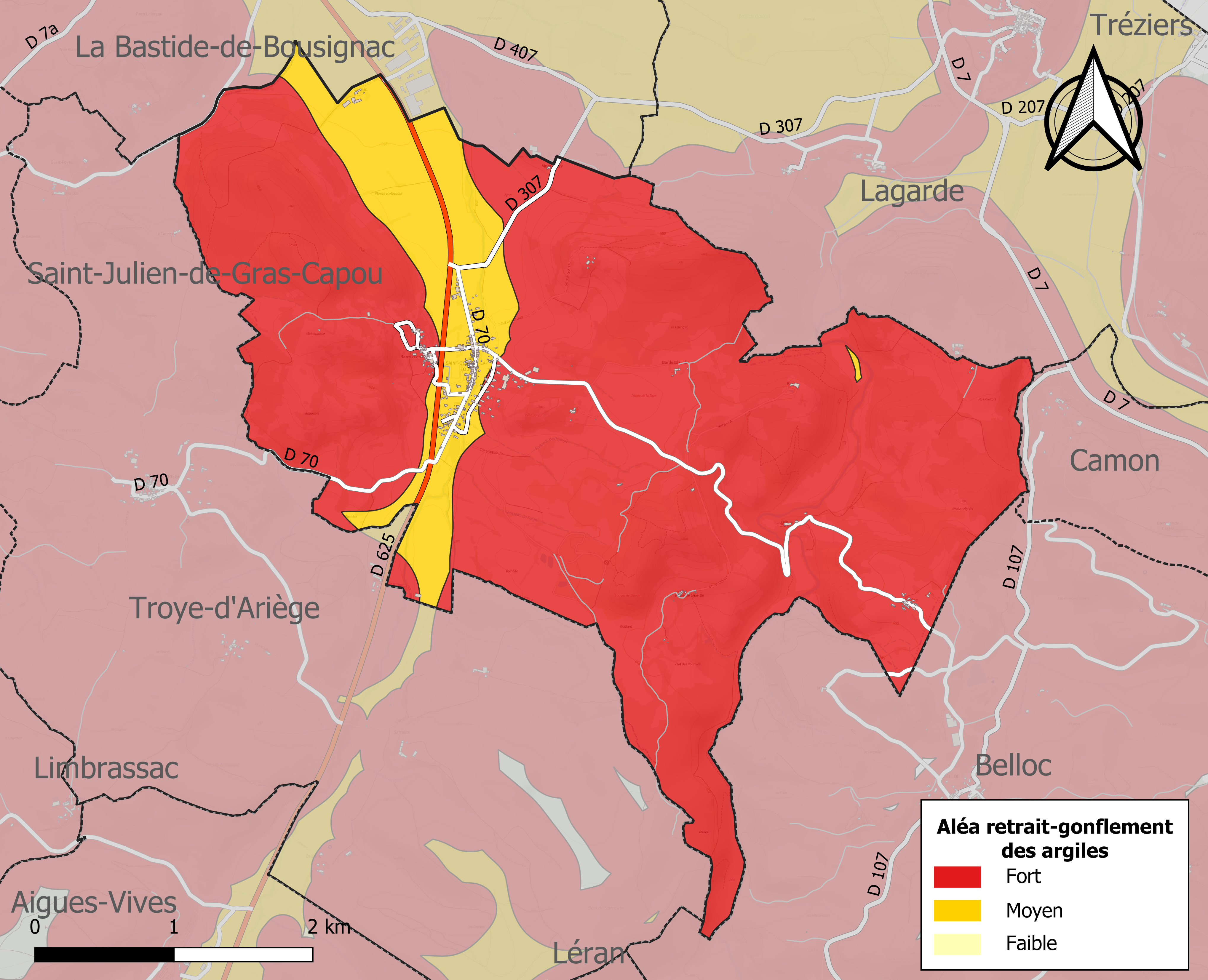
Zonage de l'aléa retrait-gonflement des argiles sur la commune de Saint-Quentin-la-Tour.

Certaines parties du territoire communal sont susceptibles d’être affectées par le risque d’inondation par débordement, crue torrentielle d'un cours d'eau, ou ruissellement d'un versant.
Les mouvements de terrains susceptibles de se produire sur la commune sont soit des chutes de blocs, soit des glissements de terrains, soit des effondrements liés à des cavités souterraines, soit des mouvements liés au retrait-gonflement des argiles. Près de 50 % de la superficie du département est concernée par l'aléa retrait-gonflement des argiles, dont la commune de Saint-Quentin-la-Tour. L'inventaire national des cavités souterraines permet par ailleurs de localiser celles situées sur la commune.

#### Risques technologiques
Le risque de transport de matières dangereuses par une infrastructure routière ou ferroviaire ou par une canalisation de transport de gaz concerne la commune. Un accident se produisant sur une telle infrastructure est en effet susceptible d’avoir des effets graves au bâti ou aux personnes jusqu’à 350 m, selon la nature du matériau transporté. Des dispositions d’urbanisme peuvent être préconisées en conséquence.

## Histoire
Un acte de vente d'une vigne à Queille écrit en latin sur parchemin en 971 est conservé aux archives départementales de l’Ariège.
En 1002, le château de Queille est mentionné dans le testament de Roger Ier, comte de Carcassonne.
Le château est encore habité au XVe siècle. Au début du XXIe siècle, il a fait l'objet d'un important travail de restauration.

## Politique et administration

### Découpage territorial
La commune de Saint-Quentin-la-Tour est membre de la communauté de communes du Pays de Mirepoix, un établissement public de coopération intercommunale (EPCI) à fiscalité propre créé le 31 décembre 2013 dont le siège est à Mirepoix. Ce dernier est par ailleurs membre d'autres groupements intercommunaux.
Sur le plan administratif, elle est rattachée à l'arrondissement de Pamiers, au département de l'Ariège, en tant que circonscription administrative de l'État, et à la région Occitanie.
Sur le plan électoral, elle dépend du canton de Mirepoix pour l'élection des conseillers départementaux, depuis le redécoupage cantonal de 2014 entré en vigueur en 2015, et de la deuxième circonscription de l'Ariège  pour les élections législatives, depuis le redécoupage électoral de 1986.

### Liste des maires
| Période                                  | Période  | Identité        | Étiquette | Qualité                         |
| ---------------------------------------- | -------- | --------------- | --------- | ------------------------------- |
| 1970                                     | 2014     | Claude Lazerges |           |                                 |
| 2014                                     | En cours | Alain Toméo     | PS        | Cadre, conseiller départemental |
| Les données manquantes sont à compléter. |          |                 |           |                                 |

## Démographie
| 1793 | 1800 | 1806 | 1821 | 1831 | 1836 | 1841 | 1846 | 1851 |
| ---- | ---- | ---- | ---- | ---- | ---- | ---- | ---- | ---- |
| 305  | 688  | 677  | 723  | 806  | 842  | 827  | 820  | 815  |

| 1856 | 1861 | 1866 | 1872 | 1876 | 1881 | 1886 | 1891 | 1896 |
| ---- | ---- | ---- | ---- | ---- | ---- | ---- | ---- | ---- |
| 787  | 801  | 763  | 531  | 591  | 506  | 510  | 438  | 395  |

| 1901 | 1906 | 1911 | 1921 | 1926 | 1931 | 1936 | 1946 | 1954 |
| ---- | ---- | ---- | ---- | ---- | ---- | ---- | ---- | ---- |
| 311  | 341  | 292  | 228  | 174  | 182  | 176  | 200  | 314  |

| 1962 | 1968 | 1975 | 1982 | 1990 | 1999 | 2006 | 2007 | 2012 |
| ---- | ---- | ---- | ---- | ---- | ---- | ---- | ---- | ---- |
| 244  | 255  | 250  | 278  | 306  | 297  | 314  | 316  | 325  |

| 2017 | 2022 | - | - | - | - | - | - | - |
| ---- | ---- | - | - | - | - | - | - | - |
| 337  | 320  | - | - | - | - | - | - | - |

## Économie

### Revenus
En 2018, la commune compte 130 ménages fiscaux, regroupant 289 personnes. La médiane du revenu disponible par unité de consommation est de 19 440 € (19 820 € dans le département).

### Emploi
| Division       | 2008  | 2013   | 2018   |
| -------------- | ----- | ------ | ------ |
| Commune        | 7,7 % | 12,2 % | 16 %   |
| Département    | 8,9 % | 11,1 % | 11,2 % |
| France entière | 8,3 % | 10 %   | 10 %   |

En 2018, la population âgée de 15 à 64 ans s'élève à 194 personnes, parmi lesquelles on compte 75,2 % d'actifs (59,1 % ayant un emploi et 16 % de chômeurs) et 24,8 % d'inactifs,. En  2018, le taux de chômage communal (au sens du recensement) des 15-64 ans est supérieur à celui du département et de la France, alors qu'en 2008 la situation était inverse.
La commune est hors attraction des villes,. Elle compte 50 emplois en 2018, contre 40 en 2013 et 35 en 2008. Le nombre d'actifs ayant un emploi résidant dans la commune est de 114, soit un indicateur de concentration d'emploi de 43,6 % et un taux d'activité parmi les 15 ans ou plus de 53,8 %.
Sur ces 114 actifs de 15 ans ou plus ayant un emploi, 30 travaillent dans la commune, soit 26 % des habitants. Pour se rendre au travail, 87,8 % des habitants utilisent un véhicule personnel ou de fonction à quatre roues, 5,3 % s'y rendent en deux-roues, à vélo ou à pied et 7 % n'ont pas besoin de transport (travail au domicile).

### Activités hors agriculture
12 établissements sont implantés  à Saint-Quentin-la-Tour au 31 décembre 2019.
Le secteur du commerce de gros et de détail, des transports, de l'hébergement et de la restauration est prépondérant sur la commune puisqu'il représente 41,7 % du nombre total d'établissements de la commune (5 sur les 12 entreprises implantées  à Saint-Quentin-la-Tour), contre 27,5 % au niveau départemental.

### Agriculture
|                                   | 1988 | 2000 | 2010 |
| --------------------------------- | ---- | ---- | ---- |
| Exploitations                     | 7    | 5    | 4    |
| Superficie agricole utilisée (ha) | 225  | 287  | nd   |

La commune fait partie de la petite région agricole dénommée « Coteaux de l'Ariège ». Quatre exploitations agricoles ayant leur siège dans la commune sont dénombrées lors du recensement agricole de 2010 (sept en 1988).

## Vie locale
Un café associatif et culturel a ouvert en 2017.

## Culture locale et patrimoine

### Sites et monuments
- L'église Saint-Sylvain de Queille, édifiée au XIIIe siècle, inscrite aux monuments historiques par arrêté du 7 avril 1994[50].
- Église Saint-Quentin de Saint-Quentin-la-Tour.
- Le château de Queille, édifié principalement au XIIe siècle, inscrit aux monuments historiques par arrêté du 18 octobre 1944[51].
- Ruines d'une forge à la catalane[52].
- La tour de Saint-Quentin.
- Saint-Quentin possède un très beau jardin privé que l'on peut visiter notamment pour les « Journées des Jardins ».

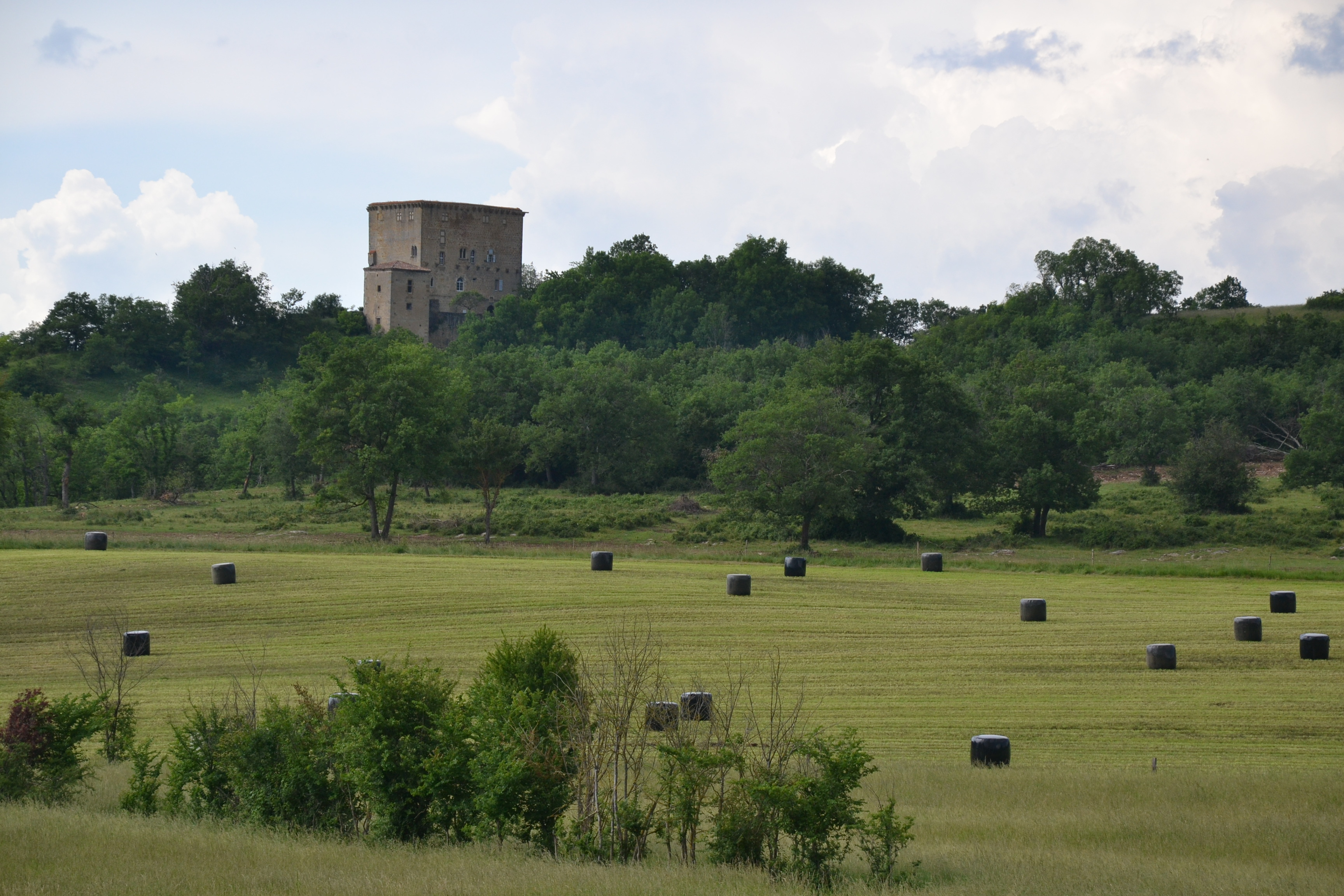
La tour.
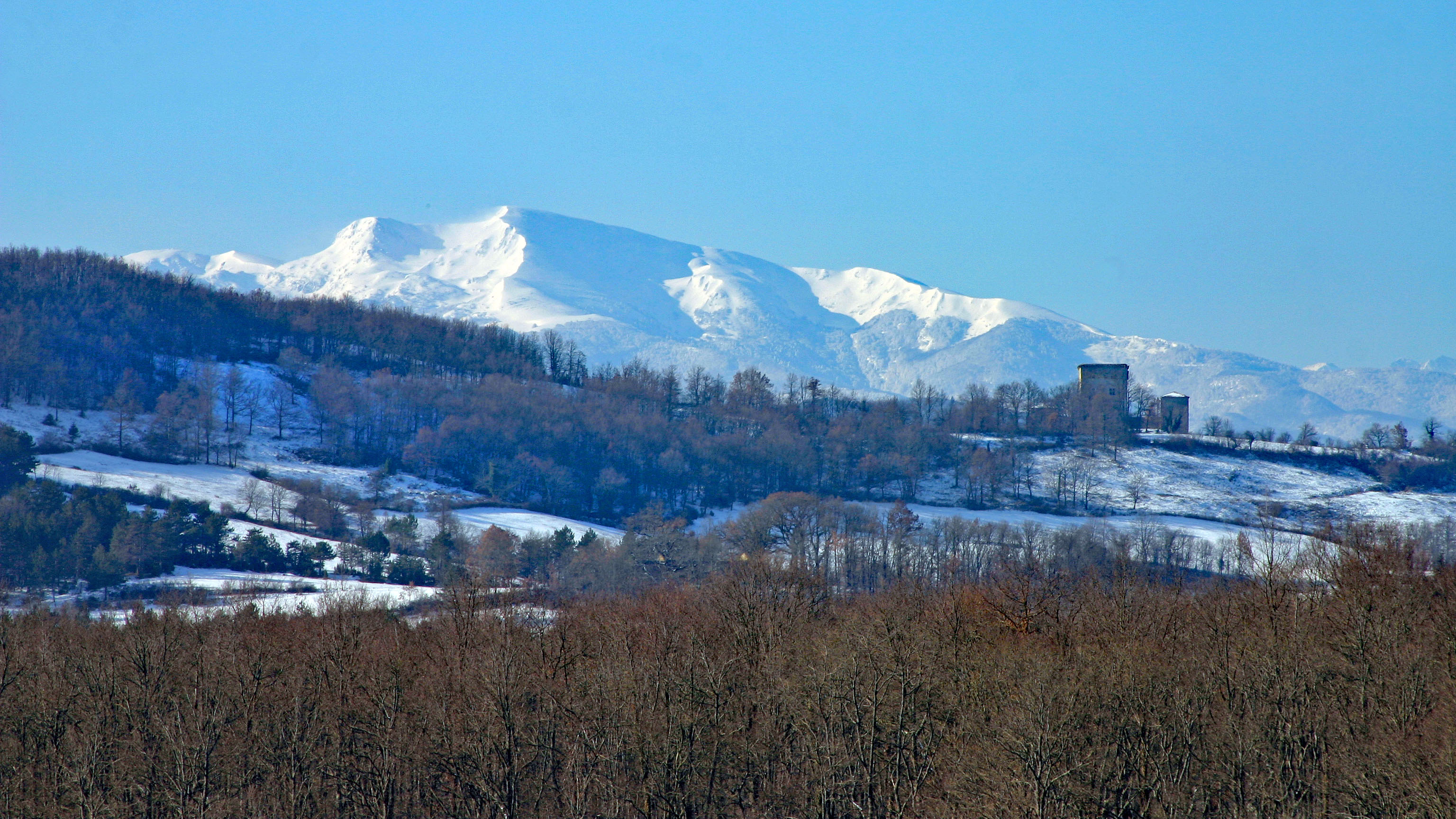
La tour sous la neige.
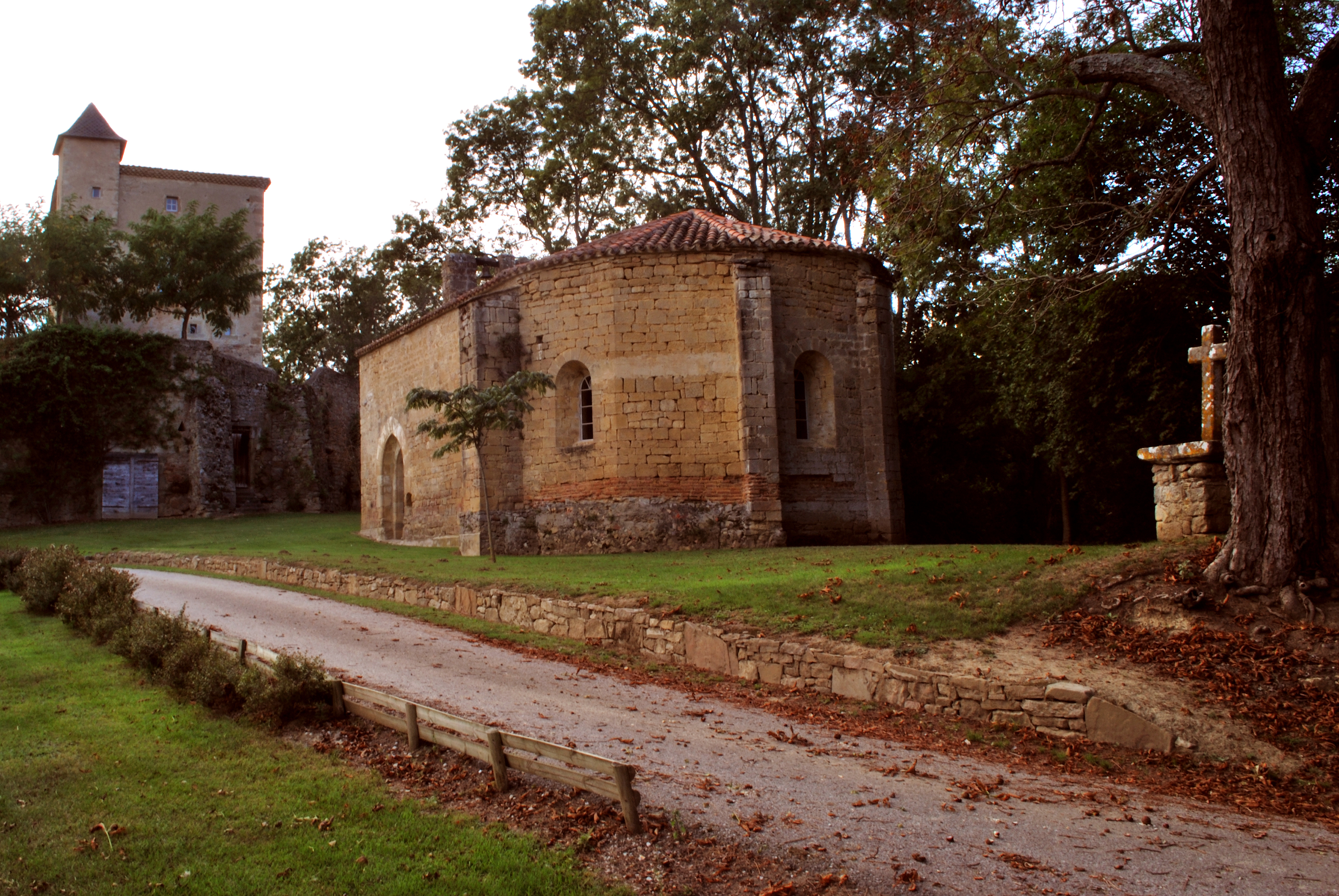
La chapelle Saint-Sylvain et au second plan le château de Queille.
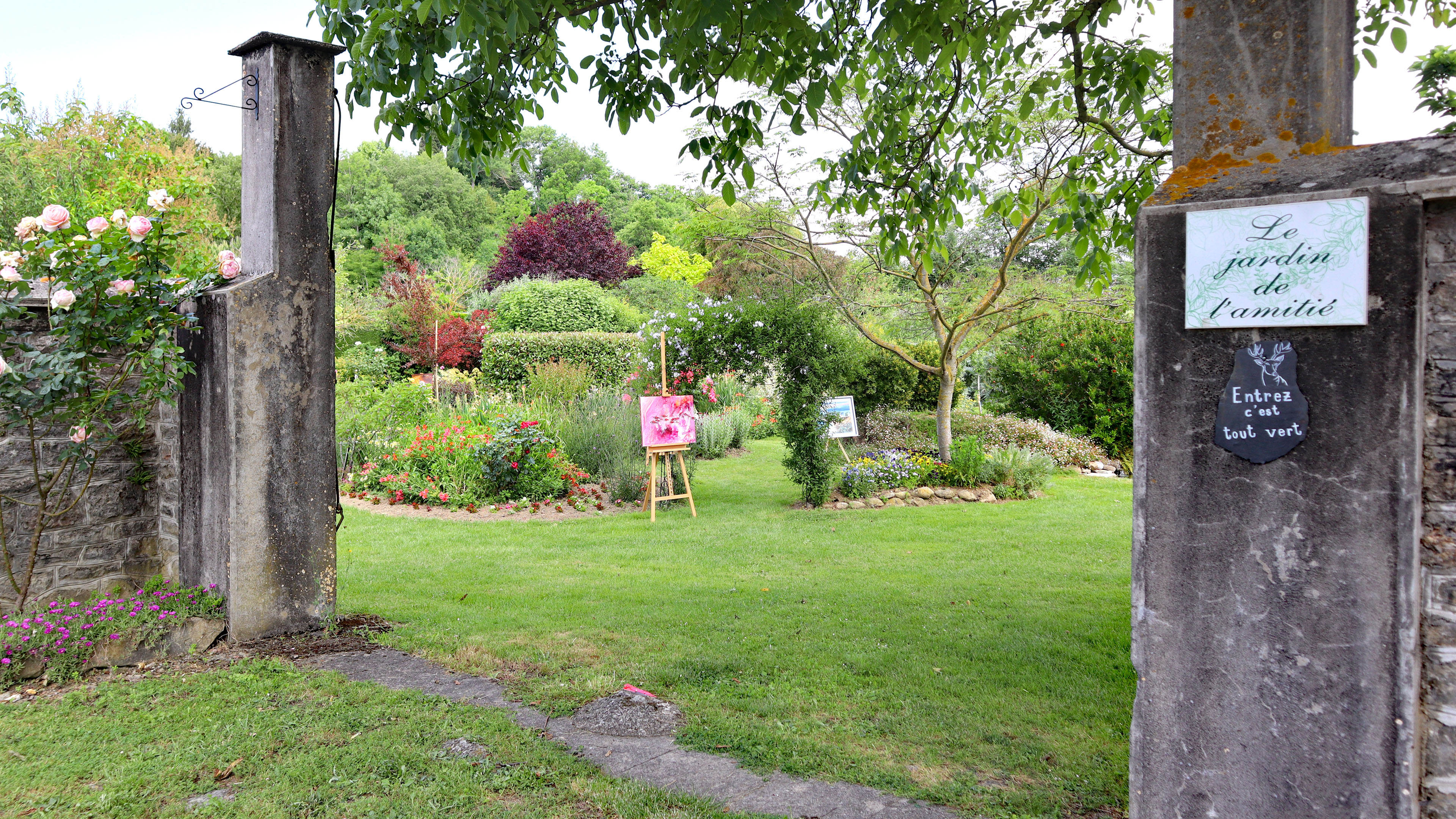
Le jardin privé de Saint-Quentin.

### Personnalités liées à la commune
- Jean Espert (1758-1832), né sur la commune, avocat, député de l'Ariège à la Convention.
- Jean-Baptiste Espert de Latour (1764-1815), général des armées de la République et de l'Empire, est enterré au cimetière de la commune.

### Héraldique
| Blason | Blasonnement : D'azur à la tour droite crénelée de six pièces de gueules, dépourvue de porte, ouverte de trois meurtrières d'argent rangées en fasce, posée sur un tertre de sinople lui-même chargé de deux épis de blé d'or couchés, les tiges passées en sautoir, les traits du contour de la tour et de la colline d'argent, au comble d'or chargé d'une flamme de gueules adextrée d'une roue dentée de sable et senestrée d'un marteau posé en bande du même. Commentaires : Création Jean-Pierre Augot. La colline et les épis évoquent l'agriculture, la flamme, les arts et le feu, la roue dentée, les moulins et le marteau, les forges. La tour, quant à elle, est un rappel du nom de la commune. |

### articles connexes
- Communes de l'Ariège
- Liste des châteaux de l'Ariège